# Captain Ultra (album)
Captain Ultra is een album dat uitgebracht werd onder vermelding van Isao Tomita. Net als Fight! Mighty Jack is het een album met een compilatie van stukken uit een televisieserie. Ditmaal ging het om ruimtevaarder annex -held Captain Ultra. Het programma is tot Japan beperkt gebleven en uitgezonden in 1967. De hoes en de muziek laten een soort Star Trek: The Original Series seizoen 1 zien en horen. Het dubbelalbum is alleen in Japan uitgegeven. Het gehele boekwerkje is in Japanse karakters uitgewerkt; bij de eerste uitgave kreeg men twee ansichtkaarten cadeau.
De eerste cd bevat 27 tracks met een totale speelduur van 59 minuten; de tweede 28 met ongeveer 73 minuten.
Veel is onduidelijk over dit album, doch zeker is dat Isao Tomita de openingstune heeft gecomponeerd. Andere muziek heeft ook de stijl van die van Tomita.